# World Series of Poker 2020
Die World Series of Poker 2020 sollte die 51. Austragung der Poker-Weltmeisterschaft werden. Sie sollte vom 26. Mai bis 15. Juli 2020 im Rio All-Suite Hotel and Casino in Paradise am Las Vegas Strip stattfinden, wurde aufgrund der COVID-19-Pandemie jedoch nicht veranstaltet. Stattdessen wurde vom 1. Juli bis 8. September 2020 erstmals die World Series of Poker Online ausgespielt. Darüber hinaus wurde zum Jahresende das Main Event in einem Mix aus Online- und Livepoker veranstaltet.

## Vorgesehene Turniere

### Struktur
Im April 2020 wurde die Turnierserie aufgrund der COVID-19-Pandemie auf unbestimmte Zeit verschoben. Geplant waren 101 Pokerturniere in den Varianten No-Limit Hold’em (NLH), Pot-Limit Omaha (PLO), Seven Card Stud, Razz, 2-7 Lowball Draw sowie in den gemischten Varianten H.O.R.S.E., 8-Game und 9-Game. 14 Events sollten online ausgespielt werden. Der Buy-in sollte zwischen 400 und 250.000 US-Dollar liegen.

### Turnierplan

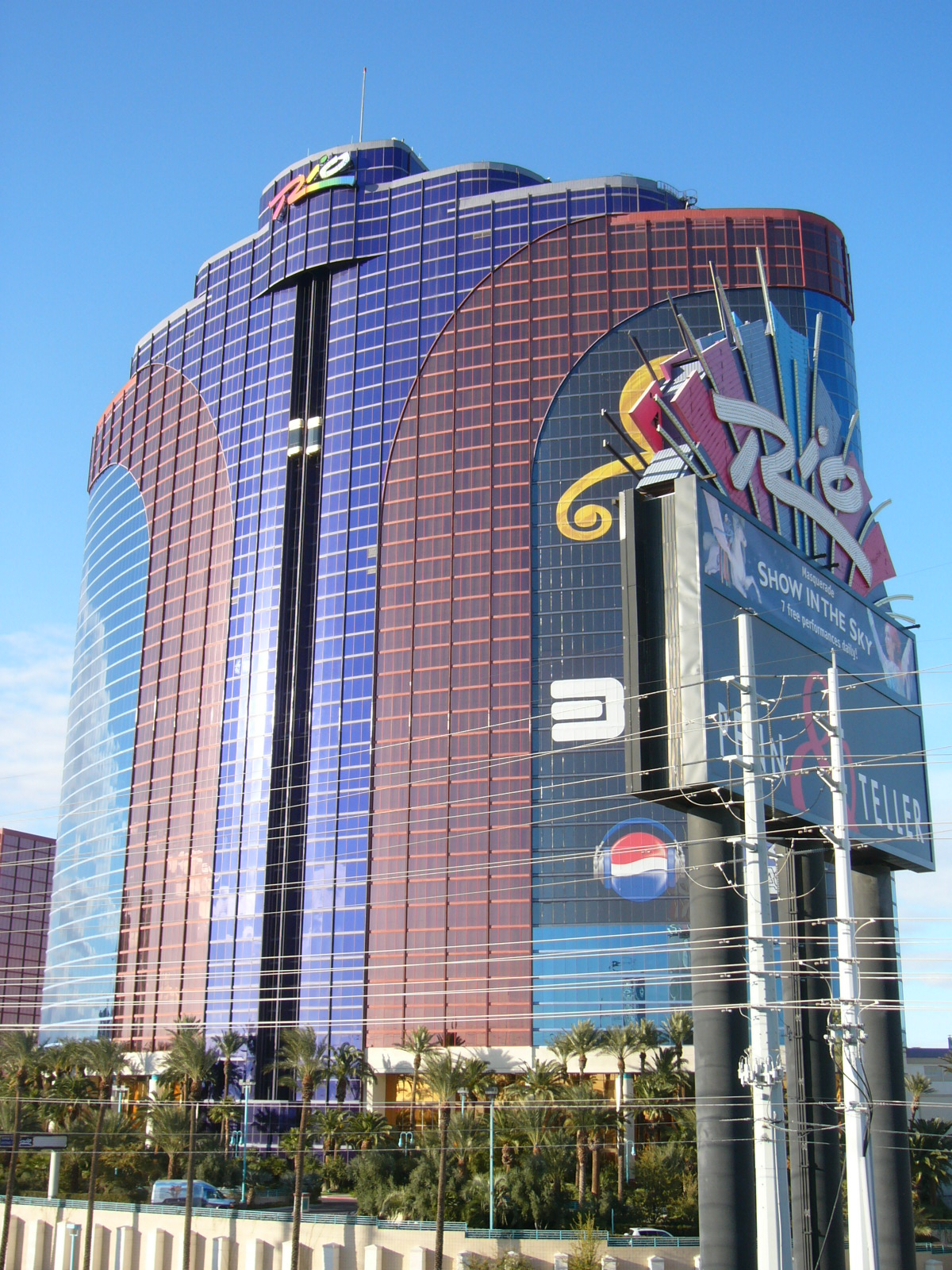
Das Rio All-Suite Hotel and Casino am Las Vegas Strip

| #   | Buy-in (in $) | Turnier                                             | Turnierbeginn |
| --- | ------------- | --------------------------------------------------- | ------------- |
| 1   | 001.000       | No-Limit Hold’em Freezeout                          | 27. Mai 2020  |
| 2   | 000.500       | Casino Employees Event                              | 27. Mai 2020  |
| 3   | 000.500       | Big 50 No-Limit Hold’em                             | 28. Mai 2020  |
| 4   | 001.500       | Omaha Hi-Lo 8 or Better                             | 28. Mai 2020  |
| 5   | 025.000       | High Roller No-Limit Hold’em (8-Handed)             | 29. Mai 2020  |
| 6   | 001.500       | Dealers Choice (6-Handed)                           | 30. Mai 2020  |
| 7   | 000.400       | WSOP.com Online No-Limit Hold’em                    | 31. Mai 2020  |
| 8   | 025.000       | Heads Up No-Limit Hold’em                           | 31. Mai 2020  |
| 9   | 000.600       | No-Limit Hold’em Deepstack                          | 1. Juni 2020  |
| 10  | 002.500       | Mixed Limit Triple Draw Lowball                     | 1. Juni 2020  |
| 11  | 001.000       | Super Turbo Bounty                                  | 2. Juni 2020  |
| 12  | 001.500       | Seven Card Stud                                     | 2. Juni 2020  |
| 13  | 001.500       | No-Limit Hold’em (6-Handed)                         | 3. Juni 2020  |
| 14  | 010.000       | Omaha Hi-Lo 8 or Better Championship                | 3. Juni 2020  |
| 15  | 001.500       | No-Limit Hold’em Freezeout                          | 4. Juni 2020  |
| 16  | 001.500       | H.O.R.S.E.                                          | 4. Juni 2020  |
| 17  | 001.500       | Millionaire Maker No-Limit Hold’em                  | 5. Juni 2020  |
| 18  | 050.000       | High Roller No-Limit Hold’em (8-Handed)             | 5. Juni 2020  |
| 19  | 001.500       | Mixed PLO Hi-Lo 8/Omaha Hi-Lo 8/Big O               | 5. Juni 2020  |
| 20  | 010.000       | Seven Card Stud Championship                        | 6. Juni 2020  |
| 21  | 001.000       | Forty Stack No-Limit Hold’em                        | 7. Juni 2020  |
| 22  | 003.000       | H.O.R.S.E.                                          | 7. Juni 2020  |
| 23  | 000.777       | WSOP.com Online PLO (7-Handed)                      | 7. Juni 2020  |
| 24  | 000.600       | Pot-Limit Omaha Deepstack (8-Handed)                | 8. Juni 2020  |
| 25  | 010.000       | Short Deck No-Limit Hold’em                         | 8. Juni 2020  |
| 26  | 001.500       | Super Turbo Bounty NLH                              | 9. Juni 2020  |
| 27  | 010.000       | H.O.R.S.E. Championship                             | 9. Juni 2020  |
| 28  | 000.800       | WSOP.com Online Freezeout Knockout Deepstack NLH    | 9. Juni 2020  |
| 29  | 001.000       | Pot-Limit Omaha (8-Handed)                          | 10. Juni 2020 |
| 30  | 001.500       | No-Limit 2-7 Lowball Draw                           | 10. Juni 2020 |
| 31  | 002.500       | No-Limit Hold’em Freezeout                          | 11. Juni 2020 |
| 32  | 001.500       | Seven Card Stud Hi-Lo 8 or Better                   | 11. Juni 2020 |
| 33  | 001.500       | Monster Stack No-Limit Hold’em                      | 12. Juni 2020 |
| 34  | 010.000       | Super Turbo Bounty                                  | 12. Juni 2020 |
| 35  | 001.500       | Limit 2-7 Lowball Triple Draw                       | 12. Juni 2020 |
| 36  | 010.000       | Dealers Choice Championship                         | 13. Juni 2020 |
| 37  | 000.800       | No-Limit Hold’em Deepstack                          | 14. Juni 2020 |
| 38  | 001.500       | Pot-Limit Omaha (8-Handed)                          | 14. Juni 2020 |
| 39  | 000.500       | WSOP.com Online NLH Turbo Deepstack (8-Handed)      | 14. Juni 2020 |
| 40  | 000.500       | No-Limit Hold’em Freezeout                          | 15. Juni 2020 |
| 41  | 010.000       | No-Limit 2-7 Lowball Draw Championship              | 15. Juni 2020 |
| 42  | 000.600       | Mixed NLH/PLO Deepstack (8-Handed)                  | 16. Juni 2020 |
| 43  | 001.500       | Razz                                                | 16. Juni 2020 |
| 44  | 001.000       | Ladies No-Limit Hold’em                             | 17. Juni 2020 |
| 45  | 001.500       | Shootout No-Limit Hold’em                           | 17. Juni 2020 |
| 46  | 025.000       | Pot-Limit Omaha High Roller                         | 17. Juni 2020 |
| 47  | 001.000       | Seniors No-Limit Hold’em                            | 18. Juni 2020 |
| 48  | 003.000       | No-Limit Hold’em Freezeout                          | 18. Juni 2020 |
| 49  | 010.000       | Limit 2-7 Lowball Triple Draw Championship          | 18. Juni 2020 |
| 50  | 001.000       | Double Stack No-Limit Hold’em                       | 19. Juni 2020 |
| 51  | 002.500       | Nine-Game Mix                                       | 19. Juni 2020 |
| 52  | 010.000       | Pot-Limit Omaha 8-Handed Championship               | 20. Juni 2020 |
| 53  | 000.800       | No-Limit Hold’em Deepstack (8-Handed)               | 21. Juni 2020 |
| 54  | 005.000       | No-Limit Hold’em Freezeout (8-Handed)               | 21. Juni 2020 |
| 55  | 000.500       | WSOP.com Online No-Limit Hold’em Freezeout          | 21. Juni 2020 |
| 56  | 001.000       | Super Seniors No-Limit Hold’em                      | 22. Juni 2020 |
| 57  | 001.000       | Tag Team No-Limit Hold’em                           | 22. Juni 2020 |
| 58  | 050.000       | The Poker Player’s Championship                     | 22. Juni 2020 |
| 59  | 000.600       | No-Limit Hold’em Deepstack Championship             | 23. Juni 2020 |
| 60  | 001.500       | Pot-Limit Omaha Hi-Lo 8 or Better (8-Handed)        | 23. Juni 2020 |
| 61  | 000.400       | The Colossus No-Limit Hold’em                       | 24. Juni 2020 |
| 62  | 010.000       | Razz Championship                                   | 24. Juni 2020 |
| 63  | 005.000       | No-Limit Hold’em (6-Handed)                         | 25. Juni 2020 |
| 64  | 010.000       | Pot-Limit Omaha Hi-Lo 8 or Better Championship      | 26. Juni 2020 |
| 65  | 000.888       | Crazy Eights No-Limit Hold’em (8-Handed)            | 26. Juni 2020 |
| 66  | 250.000       | Super High Roller No-Limit Hold’em (8-Handed)       | 27. Juni 2020 |
| 67  | 001.500       | Limit Hold’em                                       | 27. Juni 2020 |
| 68  | 001.500       | Mystery Bounty No-Limit Hold’em                     | 28. Juni 2020 |
| 69  | 010.000       | Seven Card Stud Hi-Lo 8 or Better Championship      | 28. Juni 2020 |
| 70  | 001.000       | WSOP.com Online No-Limit Hold’em Championship       | 28. Juni 2020 |
| 71  | 001.000       | Mini Main Event                                     | 29. Juni 2020 |
| 72  | 010.000       | No-Limit Hold’em (6-Handed) Championship            | 29. Juni 2020 |
| 73  | 000.500       | WSOP.com Online No-Limit Hold’em                    | 29. Juni 2020 |
| 74  | 000.500       | Final 500 Salute to Warriors No-Limit Hold’em       | 30. Juni 2020 |
| 75  | 010.000       | Limit Hold’em Championship                          | 30. Juni 2020 |
| 76  | 001.500       | WSOP.com Online No-Limit Hold’em (8-Handed)         | 30. Juni 2020 |
| 77  | 010.000       | Main Event World Championship                       | 1. Juli 2020  |
| 78  | 003.200       | WSOP.com Online High Roller NLH (8-Handed)          | 1. Juli 2020  |
| 79  | 010.000       | WSOP.com Online Super High Roller Championship      | 2. Juli 2020  |
| 80  | 000.400       | WSOP.com Online No-Limit Hold’em                    | 3. Juli 2020  |
| 81  | 001.111       | The Little One for One Drop                         | 4. Juli 2020  |
| 82  | 000.500       | WSOP.com Online No-Limit Hold’em Turbo Deepstack    | 4. Juli 2020  |
| 83  | 003.000       | Limit Hold’em (6-Handed)                            | 5. Juli 2020  |
| 84  | 000.600       | WSOP.com Online No-Limit Hold’em (6-Handed)         | 5. Juli 2020  |
| 85  | 005.000       | Mixed No-Limit Hold’em / Pot-Limit Omaha (8-Handed) | 6. Juli 2020  |
| 86  | 001.500       | Bounty No-Limit Hold’em                             | 7. Juli 2020  |
| 87  | 050.000       | Pot-Limit Omaha High Roller                         | 7. Juli 2020  |
| 88  | 001.500       | Bounty Pot-Limit Omaha                              | 8. Juli 2020  |
| 89  | 003.000       | No-Limit Hold’em (6-Handed)                         | 8. Juli 2020  |
| 90  | 001.500       | Fifty Stack No-Limit Hold’em                        | 9. Juli 2020  |
| 91  | 001.500       | Mixed NLH/PLO (8-Handed)                            | 9. Juli 2020  |
| 92  | 050.000       | High Roller No-Limit Hold’em (8-Handed)             | 9. Juli 2020  |
| 93  | 001.500       | The Closer No-Limit Hold’em                         | 10. Juli 2020 |
| 94  | 003.000       | Pot-Limit Omaha (6-Handed)                          | 10. Juli 2020 |
| 95  | 100.000       | High Roller No-Limit Hold’em (8-Handed)             | 11. Juli 2020 |
| 96  | 000.800       | No-Limit Hold’em Deepstack                          | 12. Juli 2020 |
| 97  | 001.500       | Eight-Game Mix (6 Handed)                           | 12. Juli 2020 |
| 98  | 000.500       | WSOP.com Online Summer Saver No-Limit Hold’em       | 12. Juli 2020 |
| 99  | 001.000       | Super Turbo No-Limit Hold’em                        | 13. Juli 2020 |
| 100 | 002.500       | Mixed Big Bet                                       | 13. Juli 2020 |
| 101 | 005.000       | No-Limit Hold’em (8-Handed)                         | 14. Juli 2020 |

## Main Event

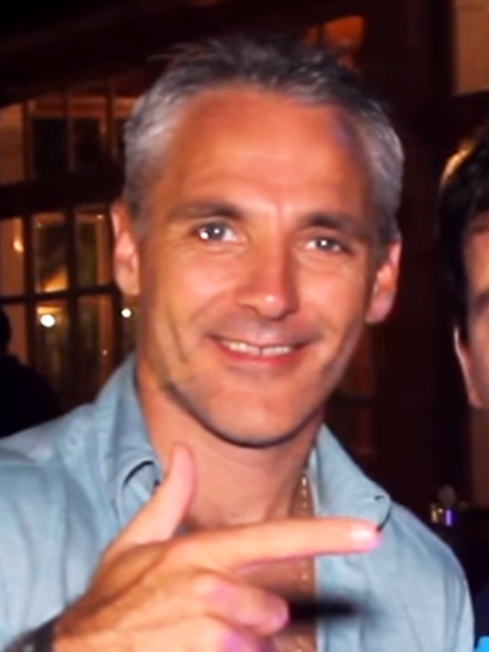
Damian Salas (2018)

Neben dem Main Event der World Series of Poker Online, bei dem sich Anfang September 2020 der Bulgare Stojan Madanschiew als Sieger durchgesetzt hatte, wurde zum Jahresende 2020 ein weiteres Main Event gespielt, bei dem der Poker-Weltmeister des Jahres 2020 gekürt wurde. Das Finale zwischen Joseph Hebert und Damian Salas fand am 3. Januar 2021 im Rio All-Suite Hotel and Casino am Las Vegas Strip statt. Salas entschied das Duell für sich und erhielt eine Siegprämie von einer Million US-Dollar.